# Piterskij rajon
Il Piterskij rajon (in russo Питерский район?) è un rajon dell'Oblast' di Saratov, nella Russia europea; il suo capoluogo è Piterka.